# Virga Jesse, WAB 52
Le rameau de Jessé
Virga Jesse (Le rameau de Jessé), WAB 52, est la mise en musique du graduel Virga Jesse floruit composée par Anton Bruckner en 1885.

## Historique
L'œuvre, composée le 3 septembre 1885, était peut-être prévue pour la célébration du centième anniversaire du  diocèse de Linz. Cependant, comme l'Ecce sacerdos magnus, que Bruckner avait composé A. M. D. G. pour cet événement, elle n'y fut pas exécutée,. L'œuvre a été exécutée le 8 décembre 1885 dans la Wiener Hofmusikkapelle pour la Fête de l'Immaculée Conception.
Le manuscrit original est archivé à l'Österreichische Nationalbibliothek. Des transcriptions existent à la Hofmusikkapelle et à l'Abbaye de Kremsmünster. Le motet a été édité avec trois autres graduels (Locus iste, WAB 23, Christus factus est, WAB 11, et Os justi, WAB 30), par Theodor Rättig, Vienne en 1886. L'œuvre est éditée dans le Volume XXI/34 de la Bruckner Gesamtausgabe.

## Texte
| Virga Jesse floruit: Virgo Deum et hominem genuit: pacem Deus reddidit, in se reconcilians ima summis. Alleluja. | Le rameau de Jessé a fleuri : La vierge a engendré un Dieu et un homme : Dieu a rétabli la paix, Réconciliant en lui les plus humbles et les plus hauts. Alléluia. |

## Composition
Le graduel de 91 mesures en mi mineur est conçu pour chœur mixte a cappella. Dans la première partie du verset Virga jesse floruit (mesures 1-20), Bruckner utilise à deux reprises le Dresdner Amen sur le mot floruit (mesures 7-9 et 17-19). La dernière partie (mesures 63-91) consiste, comme dans le précédent Inveni David, WAB 19, en un Alleluja, pour lequel Bruckner tira son inspiration de l'Alléluia du  Messie de Händel, sur lequel il improvisait  souvent à l'orgue. Le motet se termine en pianissimo par les ténors sur une pédale des basses.
Max Auer considère l'œuvre comme le motet a cappella le plus accompli et magnifique du compositeur. Le  biographe de Bruckner Howie considère également l'œuvre comme « un des plus beaux motets de Bruckner ».

## Discographie
Le premier enregistrement du Vexilla regis a eu lieu en 1931 :
- Ferdinand Habel avec le Chœur du St. Stephans-Dom, Vienne (78 tours Christschall 129).

Une sélection parmi les quelque 80 enregistrements :
- John Alldis, John Alldis Choir, Bruckner, Messiaen, Debussy, Schönberg – LP Argo ZRG 523, 1967
- Norbert Balatsch, Wiener Staatsopernchor, 50 Jahre Konzertvereinigung Wiener Staatsopernchor – LP Preiser SPR3278, 1976
- Matthew Best, Corydon, Chanteurs, Bruckner, Motets – Hyperion CDA66062, 1982
- Frieder Bernius, Kammerchor Stuttgart, Bruckner, Messe en mi mineur ; Ave Maria ; Christus factus est ; Locus iste ; Virga Jesse – Sony Classical SK 48037, 1991
- Joseph Pancik, Prager Kammerchor, Anton Bruckner, Motets ; Messe-Chorale – Orfeo C 327 951, 1993
- Uwe Gronostay, Chœur de Chambre des Pays-Bas , Bruckner/Reger – Globe GLO 5160, 1995
- Peter Dijkstra, Chor des Bayerischen Rundfunks, Machet die Tore weit – Oehms Classics OC 535, 2005
- Marcus Creed, SWR Symphony Orchestra and Stuttgart-Radio Vocal Ensemble, Mass in E minor and Motets – SACD Hänssler Classic 93.199, 2007
- Stephen Layton, Polyphony Choir, Bruckner, Messe en mi mineur & Motets – Hyperion CDA 67629, 2007
- Erwin Ortner, Arnold Schoenberg Chor, Anton Bruckner: Tantum ergo – ASC Edition 3, édité par la chorale, 2008
- Philipp Ahmann, MDR Rundfunkchor Leipzig, Anton Bruckner & Michael Haydn - Motets – SACD : Pentatone PTC 5186 868, 2021

## Sources
- Max Auer, Anton Bruckner als Kirchenmusiker, G. Bosse, Ratisbonne, 1927
- Anton Bruckner – Sämtliche Werke, Band XXI: Kleine Kirchenmusikwerke, Musikwissenschaftlicher Verlag der Internationalen Bruckner-Gesellschaft, Hans Bauernfeind et Leopold Nowak (Éditeurs), Vienne, 1984/2001
- Cornelis van Zwol, Anton Bruckner 1824-1896 – Leven en werken, uitg. Thot, Bussum, Pays-Bas, 2012.  (ISBN 978-90-6868-590-9)
- Uwe Harten, Anton Bruckner. Ein Handbuch. Residenz Verlag, Salzbourg, 1996.  (ISBN 3-7017-1030-9)